# Anisogomphus maacki
Anisogomphus maacki är en trollsländeart som först beskrevs av Selys 1872.  Anisogomphus maacki ingår i släktet Anisogomphus och familjen flodtrollsländor. Inga underarter finns listade i Catalogue of Life.